# برانکو اسکروچه
برانکو اسکروچه (انگلیسی: Branko Skroče؛ زادهٔ ۱۷ مهٔ ۱۹۵۵) بازیکن بسکتبال اهل یوگسلاوی بود.
وی در مسابقات کشوری و بین‌المللی در مجموع برندهٔ ۲ مدال طلا شده‌است.